# 八一九限价
八一九限价，亦称八一九防线，是指民国37年（1948年）公布《财政经济紧急处分令》后冻结中华民国各地物价的特别举措。
民国37年（1948年）8月19日公布《财政经济紧急处分令》，即日起实行:167。法令旨在以金圆券取代贬值的法币，以出售公營企業、美國援助及華僑匯款補齊期间的赤字。出售公营企业则需要阻止通货膨胀造成的贱价造成资产之流失，故而需要控制物价在一定水平，以达成债务平衡。为此，外汇和贵金属遭受管制，物价控制在8月19日的水平。8月20日，行政院为督导政策之施行设立经济管制委员会，下设上海、天津、广州三个督导区。
然而限价政策下，金圆券不断贬值，商品价格过低，商人惜售，物资流向价格更高处。内地逐步为解放军所占领，使得商品原料自内地进口困难，而外汇兑换受限造成原料难以从海外获取，工业生产难以为继，工商业凋敝。物资流失、供应不足引起物资短缺，物资之短缺引起抢购浪潮。交易转向限价以外的非公开市场，黑市价格不断上涨，金圆券实际价值亦不断贬值。最终限价令在同年11月1日取消。